# Jogbani
Jogbani é um cidade no distrito de Araria, no estado indiano de Bihar.

## Geografia
Jogbani está localizada a 26° 25′ N, 87° 15′ L. Tem uma altitude média de 67 metros (219 pés).

## Demografia
Segundo o censo de 2001, Jogbani tinha uma população de 29.962 habitantes. Os indivíduos do sexo masculino constituem 53% da população e os do sexo feminino 47%. Jogbani tem uma taxa de literacia de 37%, inferior à média nacional de 59,5%: a literacia no sexo masculino é de 47% e no sexo feminino é de 26%. Em Jogbani, 19% da população está abaixo dos 6 anos de idade.